# Glyphoderus
Glyphoderus là một chi bọ cánh cứng thuộc họ Scarabaeidae.